# Hayk Dèinyan
Hayk Dèinyan (armenisch Հայկ Դեինյան, Haik Deinjan; * 10. September 1959 in Jerewan, Armenische SSR) ist ein armenischer Opernsänger (Bass).

## Leben
Dèinyan wuchs in der armenischen Hauptstadt Jerewan auf. Nach dem Schulabschluss strebte er zunächst einen Abschluss im Ingenieurswesen an, entdeckte jedoch bald sein Talent für den Gesang. Nach dem Abschluss des Ingenieursstudiums orientierte er sich um und entschied sich für ein Studium des Operngesangs am Staatlichen Konservatorium Jerewan.
1994 zog der Bassist nach Deutschland und war seitdem an verschiedenen Opernhäusern engagiert. Nach Engagements in Hildesheim und Weimar ist er seit 2002 Teil des Opernensembles der Vereinigten Städtischen Bühnen Krefeld/Mönchengladbach.

## Rollen (Auswahl)
- Figaro in Figaros Hochzeit
- Mephistopheles in Margarete
- Escamillo in Carmen
- Landgraf Hermann in Tannhäuser
- Sarastro in Die Zauberflöte
- Kaspar in Der Freischütz
- Don Pasquale in Don Pasquale
- Don Alfonso in Così fan tutte
- Dulcamara in Der Liebestrank
- Basil Basilowitsch in Der Graf von Luxemburg
- Tomski in Pique Dame
- Philipp II. in Don Carlos
- Mamma Agata in Viva la Mamma!
- Robert Biberti in Die Comedian Harmonists